# Erbe Software
Erbe Software fue una de las principales desarrolladoras y distribuidoras de videojuegos de España durante la edad de oro del software español. Fue fundada en 1984 por Andrew Bagney, Paco Pastor (vocalista de Fórmula V) y María Jesús López.
En sus principios, Erbe era una desarrolladora que lanzó títulos como Las tres luces de Glaurung, Ramón Rodríguez (1986) y el que sería su último desarrollo antes de dedicarse en exclusiva a la distribución: Whopper Chase, realizado por encargo de la multinacional Burger King para regalarlo a sus clientes en 1987. El equipo de desarrollo interno de Erbe pasa entonces a Topo Soft.
Debido a problemas a la hora de conseguir contratos con algunas empresas (competidoras de empresas ya distribuidas por Erbe), se crea la empresa hermana MCM, que compartía toda la estructura de Erbe (oficinas, personal y almacén).
En 1987, Erbe decide rebajar el precio de sus lanzamientos de 2000 pesetas a 875, provocando una pequeña revolución en el mercado, obligando a la competencia a reaccionar y provocando un incremento muy importante de las ventas que la catapultó al primer puesto de las distribuidoras nacionales. Debido a esta drástica reducción de precios pequeñas empresas desarrolladoras no se podían permitir una bajada tan drástica de precios obligando a algunas incluso a cerrar. Desde 1989 hasta 1995, Erbe mantuvo esta posición de liderato, copando más del 50 % del mercado español. La compañía creció con rapidez hasta alcanzar una facturación cercana a los 10 000 millones de pesetas, momento en el que fue adquirida por el poderoso grupo Inversiones Ibersuizas, nombrándose en 1992 una nueva directora financiera proveniente del nuevo propietario.
Erbe Software distribuyó a muchas de las principales casas nacionales e internacionales de videojuegos de la época, como Topo Soft, Nintendo, Ocean Software, US Gold, Imagine, Mikro Gen, Ultimate, SEGA, Lucasfilm Games entre otras.

## Declive
En la madrugada del 22 de febrero de 1993, un incendio intencionado, según el cuerpo de bomberos de Madrid, destruye el almacén de la compañía en Móstoles y se pierden unas 50.000 consolas Game Boy y Super Nintendo. Entre el 24 de febrero y el 3 de marzo de 1993, Erbe sufre una grave crisis en la que pierde la exclusiva de distribución de Nintendo, una de sus cuentas más importantes. La situación interna en la empresa es convulsa y entre los empleados corre el rumor de que no se había actualizado el seguro flotante. El 3 de marzo, los inversores suizos cesan y despiden al director y subdirector general, haciéndose cargo de la gestión de empresa e intentando recuperar el contrato de distribución con Nintendo o renegociar los plazos de pago, sin éxito. Esto inició una guerra entre accionistas que alcanzaría incluso la prensa nacional, dañando considerablemente la imagen de la compañía.
A finales de los años 90, Erbe fue absorbida por Anaya Interactiva y desapareció como marca. Poco después Anaya vendió lo que quedaba de la empresa a Havas Interactive, propiedad de lo que hoy en día es Activision Blizzard.

## Renacimiento
En febrero de 2019 se anunció la vuelta de la marca a través de una nueva empresa fundada en Santa Cruz de Tenerife, con la publicación de diferentes clásicos en la plataforma Steam.